# Écromagny
Écromagny est une commune française située dans le département de la Haute-Saône, la région culturelle et historique de Franche-Comté et la région administrative Bourgogne-Franche-Comté, au cœur du plateau des Mille étangs.

## Géographie
Écromagny est située à 5 km au nord de Mélisey. Le village borde l’étang Pellevin, où des compétitions de ski nautique sont organisées.

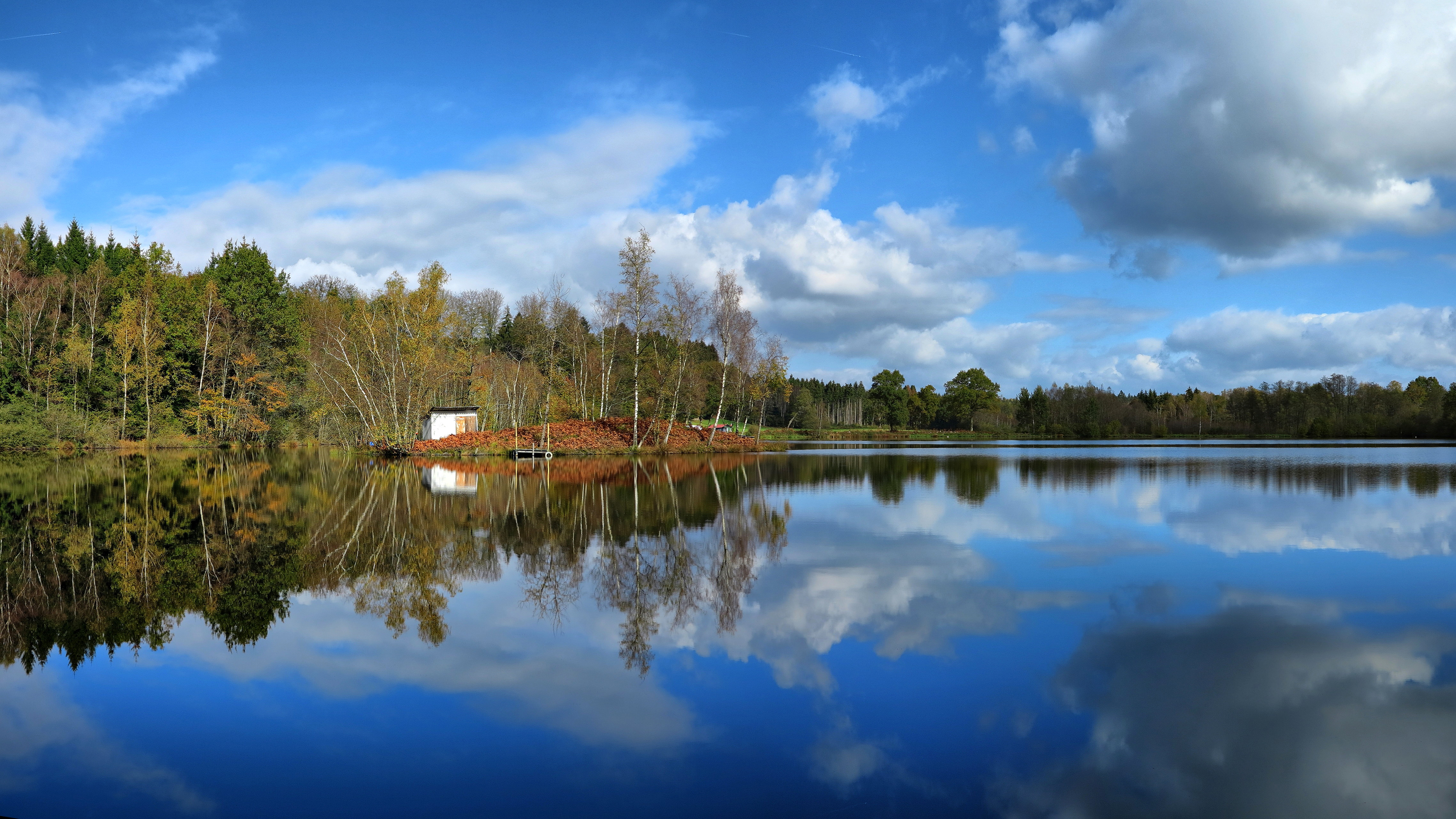
Étang du Pré aux Lièvres.

### Géologie et relief

Limite des glaciations sur le plateau des Mille étangs et dépôts morainiques.

Écromagny est située en bordure du plateau des Mille étangs et au pied des Vosges saônoises. La commune repose sur un sol constitué de dépôt glaciaire dû à l'ancien glacier qui recouvrait la vallée et qui a laissé des blocs erratiques et des verrous.

### Climat
Pour des articles plus généraux, voir Climat de la Bourgogne-Franche-Comté et Climat de la Haute-Saône.
En 2010, le climat de la commune est de type climat de montagne, selon une étude du Centre national de la recherche scientifique s'appuyant sur une série de données couvrant la période 1971-2000. En 2020, Météo-France publie une typologie des climats de la France métropolitaine dans laquelle la commune est exposée à un climat semi-continental et est dans la région climatique  Lorraine, plateau de Langres, Morvan, caractérisée par un hiver rude (1,5 °C), des vents modérés et des brouillards fréquents en automne et hiver. 
Pour la période 1971-2000, la température annuelle moyenne est de 9,4 °C, avec une amplitude thermique annuelle de 17,1 °C. Le cumul annuel moyen de précipitations est de 1 378 mm, avec 13,7 jours de précipitations en janvier et 10,8 jours en juillet. Pour la période 1991-2020, la température moyenne annuelle observée sur la station météorologique de Météo-France la plus proche, « Belfahy_sapc », sur la commune de Belfahy à 13 km à vol d'oiseau, est de 9,0 °C et le cumul annuel moyen de précipitations est de 1 913,4 mm. 
La température maximale relevée sur cette station est de 35,1 °C, atteinte le 24 juillet 2019 ; la température minimale est de −17,7 °C, atteinte le 20 décembre 2009,,. 
Les paramètres climatiques de la commune ont été estimés pour le milieu du siècle (2041-2070) selon différents scénarios d'émission de gaz à effet de serre à partir des nouvelles projections climatiques de référence DRIAS-2020. Ils sont consultables sur un site dédié publié par Météo-France en novembre 2022.

## Urbanisme

### Typologie
Au 1er janvier 2024, Écromagny est catégorisée commune rurale à habitat dispersé, selon la nouvelle grille communale de densité à sept niveaux définie par l'Insee en 2022.
Elle est située hors unité urbaine et hors attraction des villes,.

### Occupation des sols
L'occupation des sols de la commune, telle qu'elle ressort de la base de données européenne d’occupation biophysique des sols Corine Land Cover (CLC), est marquée par l'importance des territoires agricoles (49,7 % en 2018), une proportion identique à celle de 1990 (49,7 %). La répartition détaillée en 2018 est la suivante : 
zones agricoles hétérogènes (49,7 %), forêts (38,4 %), eaux continentales (11,9 %). L'évolution de l’occupation des sols de la commune et de ses infrastructures peut être observée sur les différentes représentations cartographiques du territoire : la carte de Cassini (XVIIIe siècle), la carte d'état-major (1820-1866) et les cartes ou photos aériennes de l'IGN pour la période actuelle (1950 à aujourd'hui).

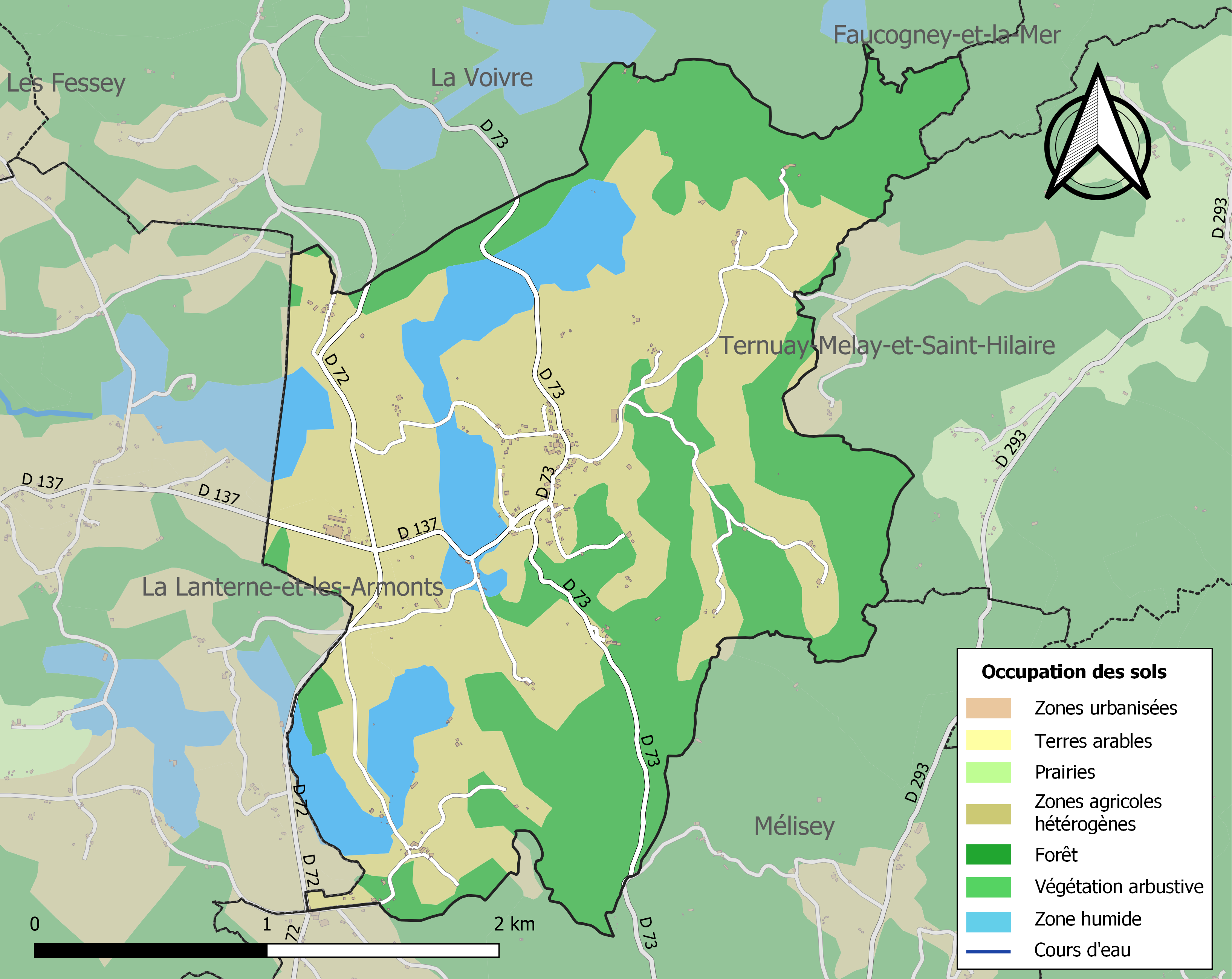
Carte des infrastructures et de l'occupation des sols de la commune en 2018 (CLC).

## Politique et administration

Carte départementale représentant en rouge la communauté de communes des mille étangs.

### Rattachements administratifs et électoraux
La commune fait partie de l'arrondissement de Lure du département de la Haute-Saône, en région Bourgogne-Franche-Comté. Pour l'élection des députés, elle dépend de la deuxième circonscription de la Haute-Saône.
Elle fait partie depuis 1793 du canton de Mélisey. Dans le cadre du redécoupage cantonal de 2014 en France, ce canton s'est agrandi, passant de 13 à 34 communes.

### Intercommunalité
La commune fait partie de la communauté de communes des mille étangs depuis le 1er janvier 2017.

### Liste des maires

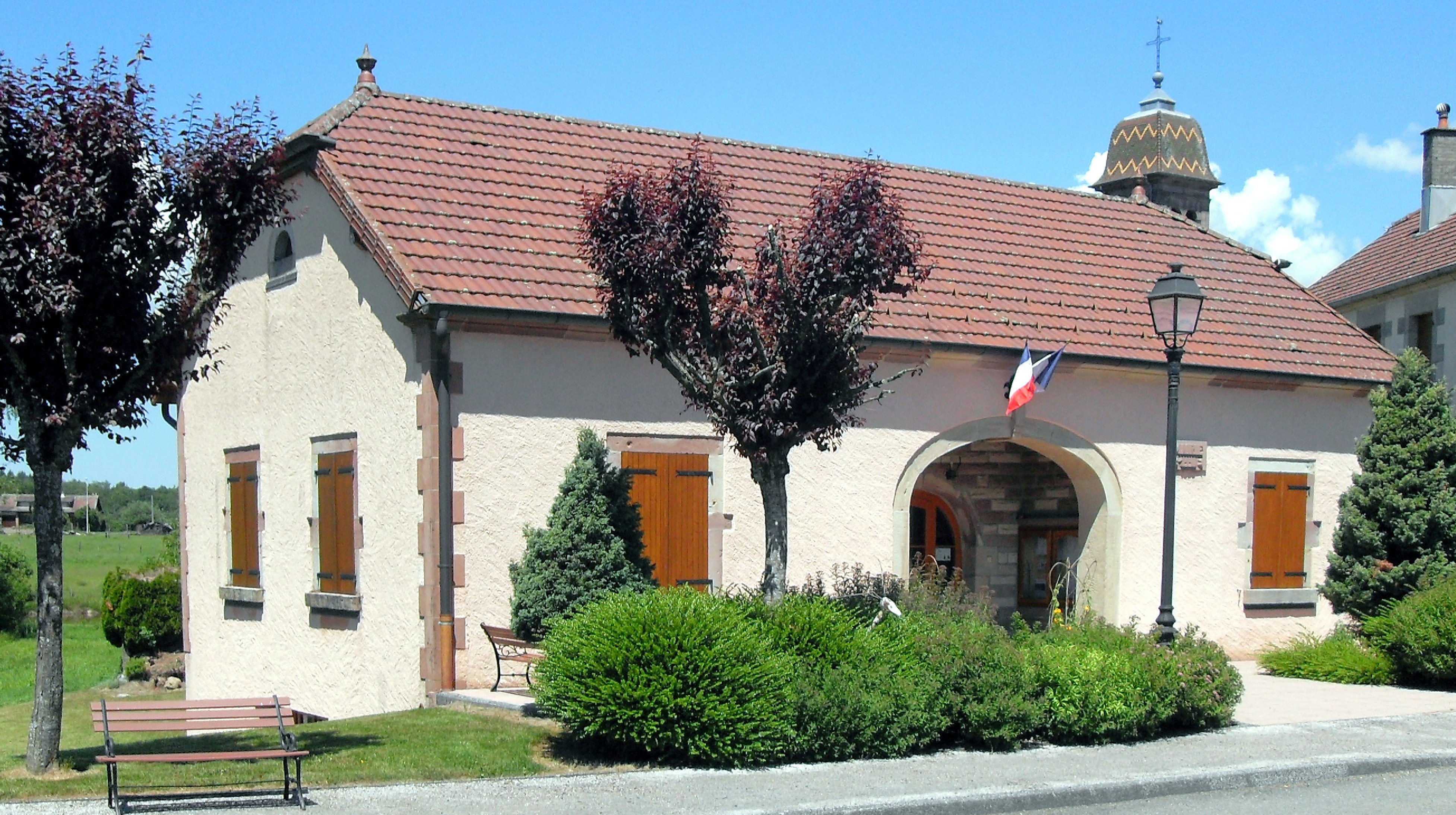
La mairie d'Écromagny.

| Période                                  | Période                   | Identité            | Étiquette | Qualité                                     |
| ---------------------------------------- | ------------------------- | ------------------- | --------- | ------------------------------------------- |
| Les données manquantes sont à compléter. |                           |                     |           |                                             |
|                                          | 1980                      | Bernard Grandvoinet |           |                                             |
| juillet 1980                             | 2014                      | Jean-Paul Dirand    |           |                                             |
| mars 2014                                | En cours (au 30 mai 2020) | Michèle Chipaux     |           | Commerciale Réélue pour le mandat 2020-2026 |

## Démographie
L'évolution du nombre d'habitants est connue à travers les recensements de la population effectués dans la commune depuis 1793. Pour les communes de moins de 10 000 habitants, une enquête de recensement portant sur toute la population est réalisée tous les cinq ans, les populations de référence des années intermédiaires étant quant à elles estimées par interpolation ou extrapolation. Pour la commune, le premier recensement exhaustif entrant dans le cadre du nouveau dispositif a été réalisé en 2007.

En 2022, la commune comptait 150 habitants, en évolution de −3,85 % par rapport à 2016 (Haute-Saône : −1,4 %, France hors Mayotte : +2,11 %).
| 1793 | 1800 | 1806 | 1821 | 1831 | 1836 | 1841 | 1846 | 1851 |
| ---- | ---- | ---- | ---- | ---- | ---- | ---- | ---- | ---- |
| 359  | 164  | 280  | 284  | 303  | 340  | 366  | 339  | 377  |

| 1856 | 1861 | 1866 | 1872 | 1876 | 1881 | 1886 | 1891 | 1896 |
| ---- | ---- | ---- | ---- | ---- | ---- | ---- | ---- | ---- |
| 327  | 331  | 332  | 342  | 322  | 357  | 373  | 358  | 300  |

| 1901 | 1906 | 1911 | 1921 | 1926 | 1931 | 1936 | 1946 | 1954 |
| ---- | ---- | ---- | ---- | ---- | ---- | ---- | ---- | ---- |
| 317  | 315  | 294  | 271  | 262  | 242  | 225  | 235  | 237  |

| 1962 | 1968 | 1975 | 1982 | 1990 | 1999 | 2006 | 2007 | 2012 |
| ---- | ---- | ---- | ---- | ---- | ---- | ---- | ---- | ---- |
| 209  | 176  | 150  | 152  | 158  | 175  | 177  | 177  | 160  |

| 2017 | 2022 | - | - | - | - | - | - | - |
| ---- | ---- | - | - | - | - | - | - | - |
| 158  | 150  | - | - | - | - | - | - | - |

## Culture locale et patrimoine

### Lieux et monuments
- Un travail (abri permettant de ferrer les bœufs) se trouvant à l'entrée du village permet de se remémorer l'état d'esprit des besognes du siècle dernier.
- L'église à clocher comtois qui date de 1844.
- De nombreux étangs dont l'étang Pellevin et les étangs de la Grand Peteneu.

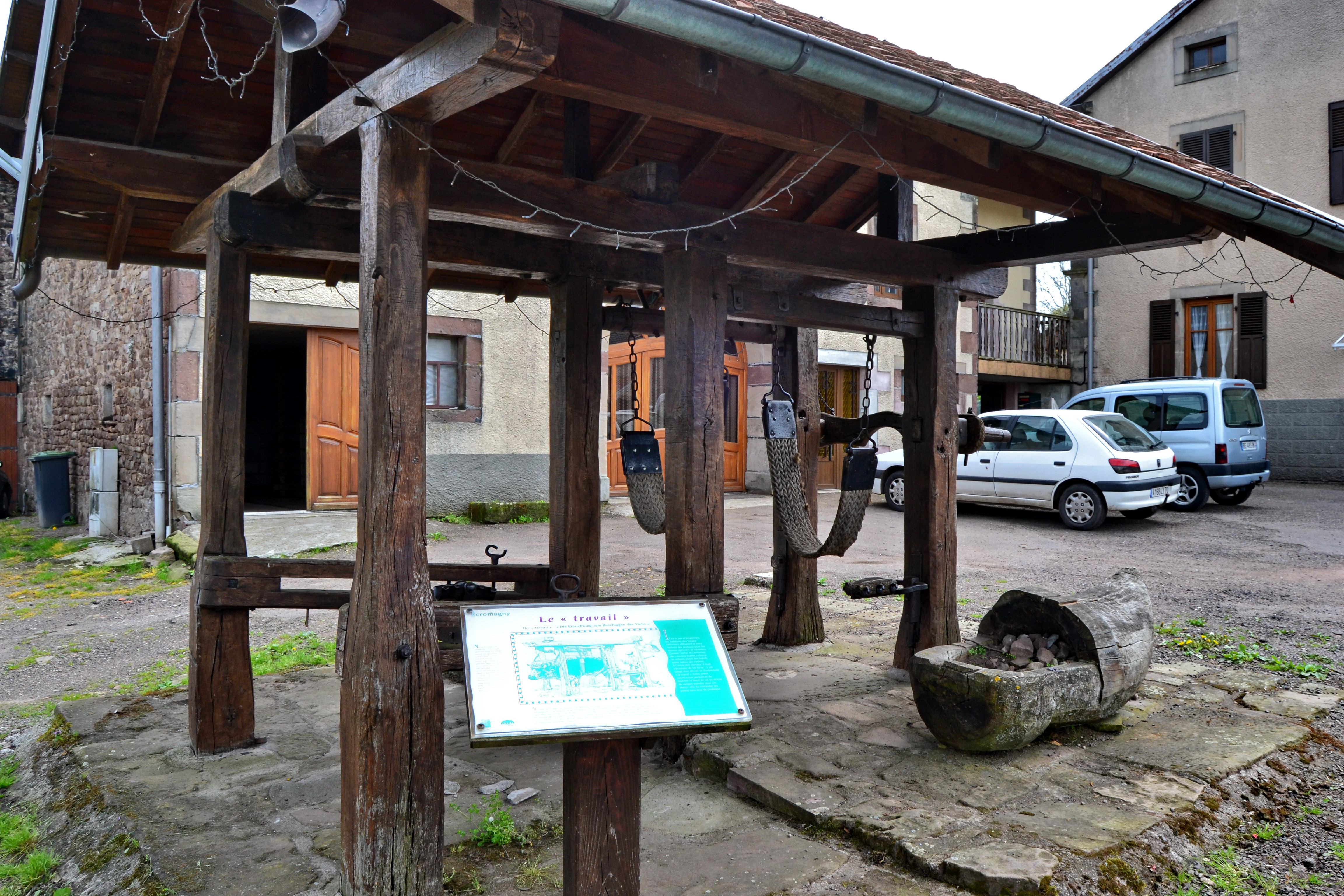
Le « travail » d'Écromagny.
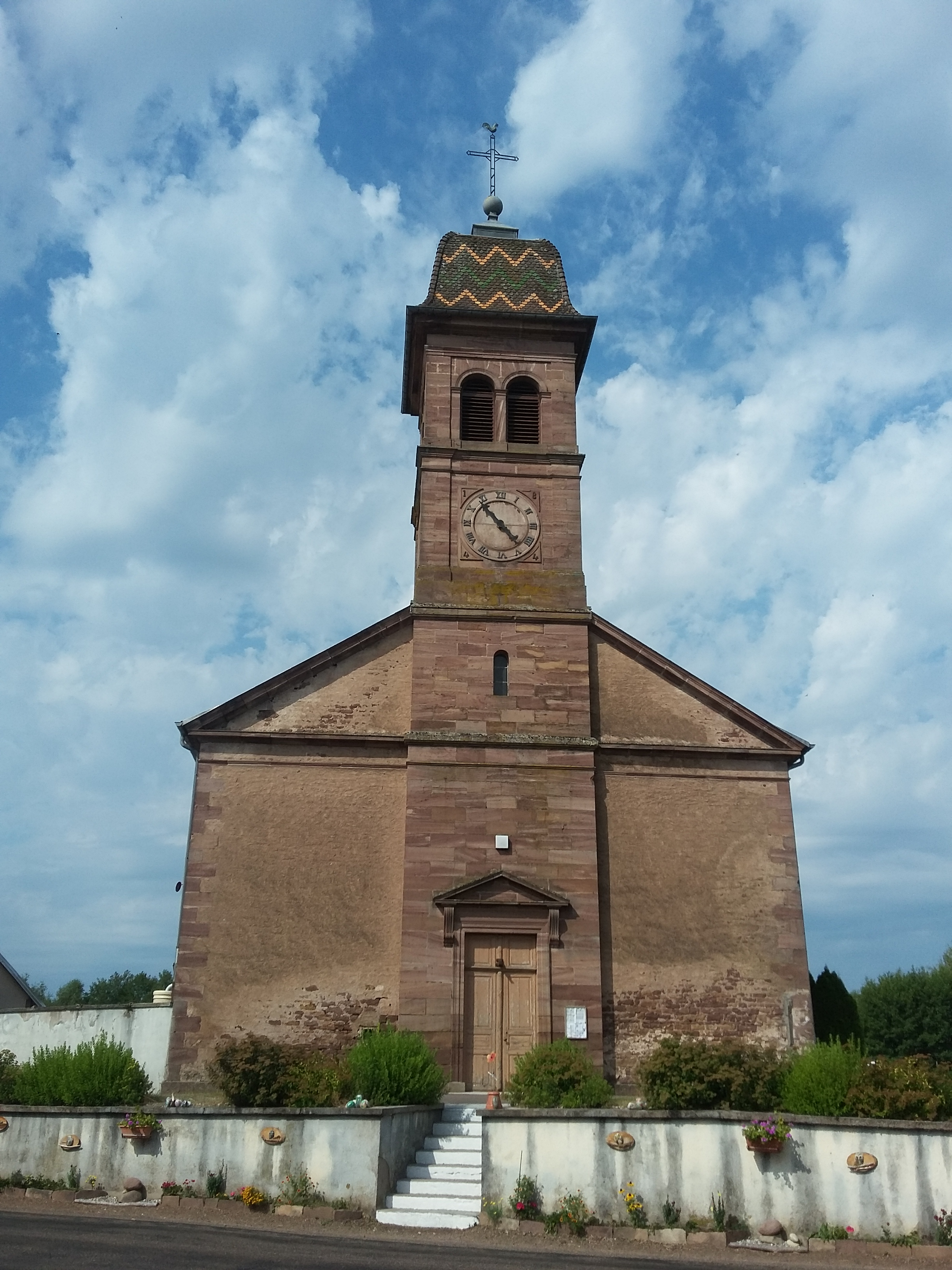
L'église Saint-Martin d'Écromagny.
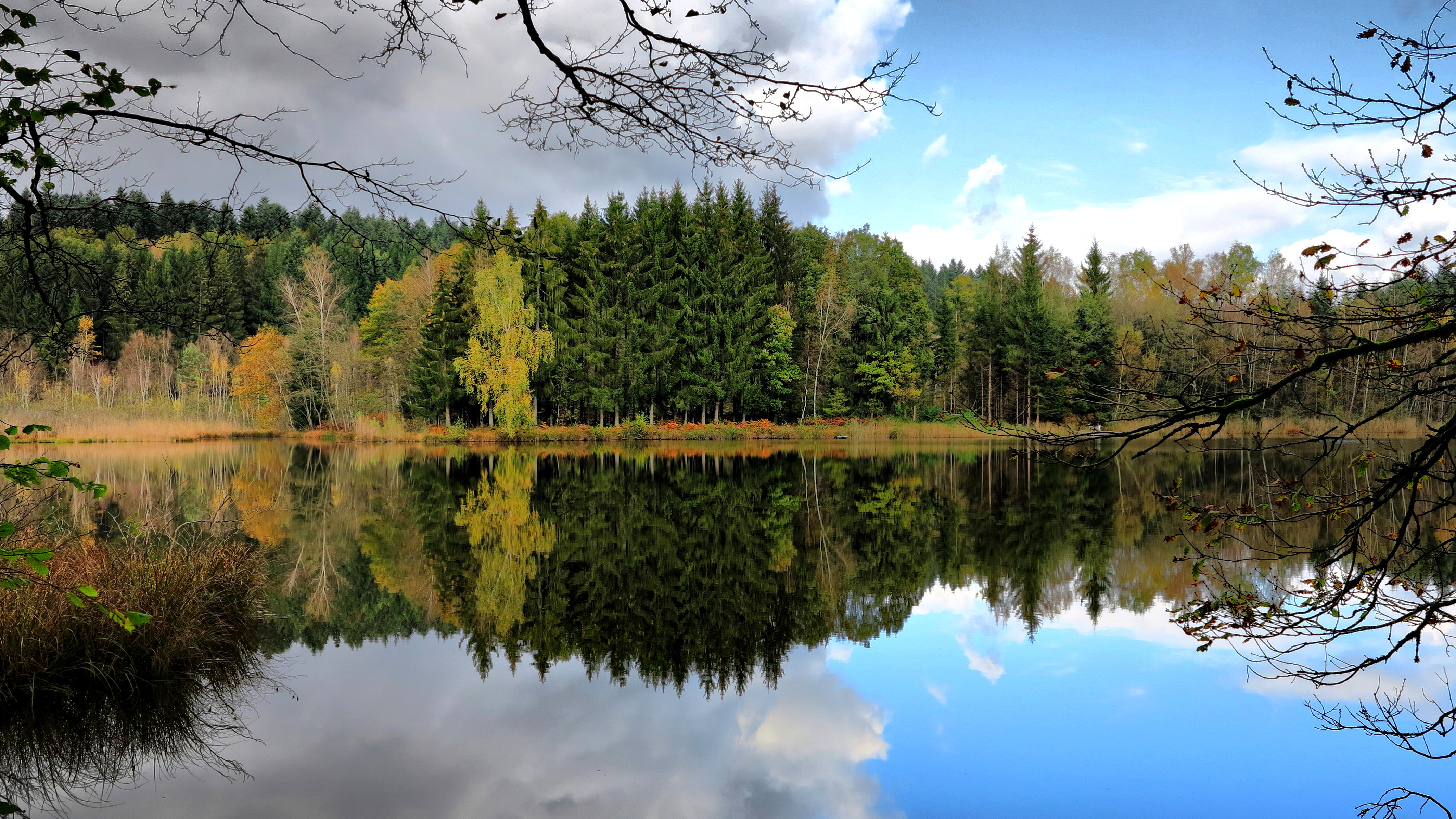
Un des étangs de la Grand Peteneu.
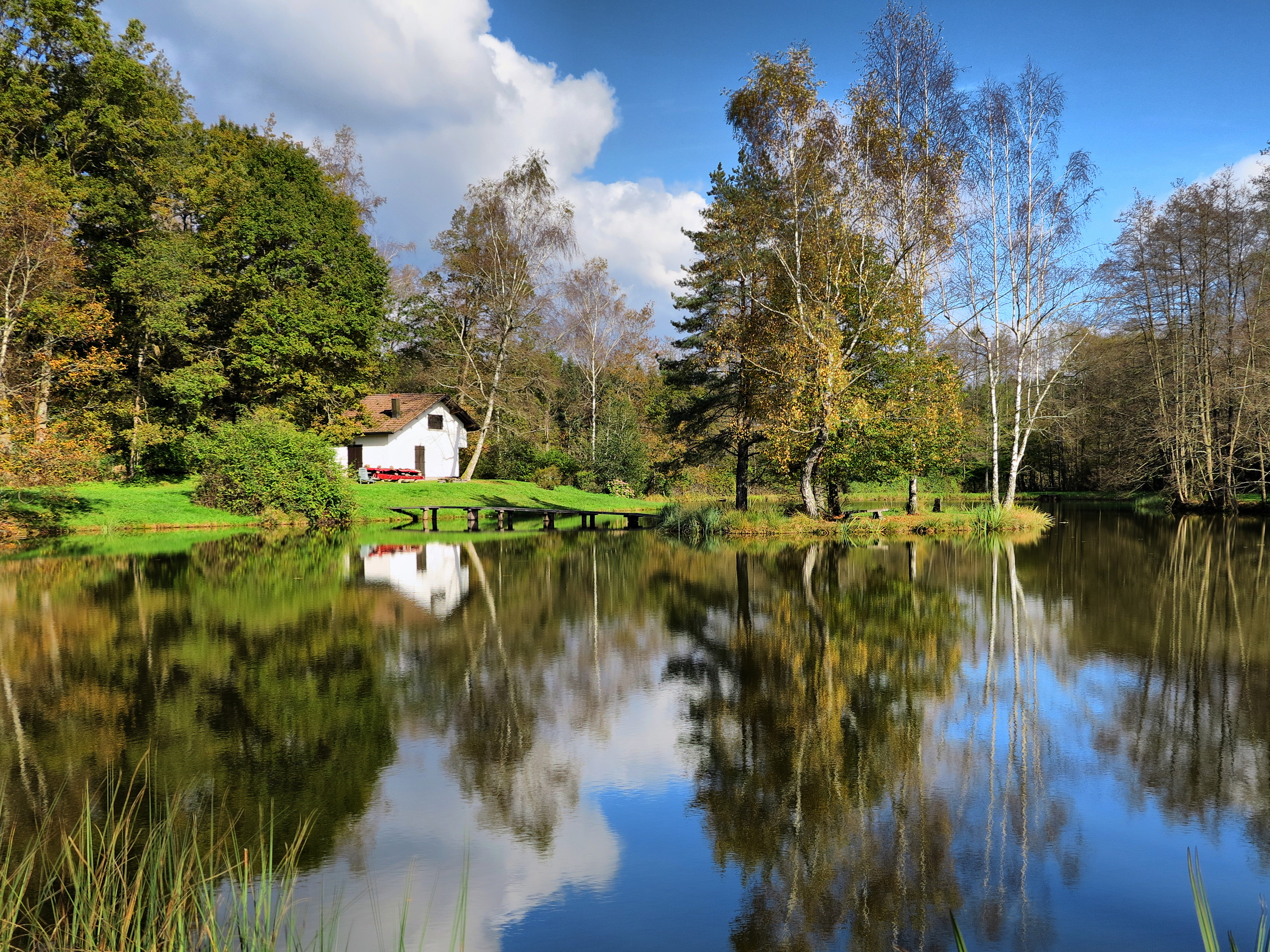
Un des étangs de la Grand Peteneu avec île.

### Héraldique
| Blason de Écromagny | Blason  | D'argent semé de tourteaux de sinople.                                                                                            |
| Blason de Écromagny | Détails | Les tourteaux représentent les nombreux hameaux et fermes éparpillés sur le territoire de la commune. Adopté par la municipalité. |